# Queen of the North
Die Queen of the North war ein Fährschiff der kanadischen Reederei BC Ferries, das an der Küste British Columbias zwischen Port Hardy und Prince Rupert im Einsatz stand. Die Fähre entstand 1969 als Stena Danica in der Werft von AG Weser in Bremerhaven und kam anschließend für die schwedische Stena Line in Fahrt, ehe sie 1974 als Queen of Surrey an BC Ferries ging. Die Umbenennung in Queen of the North erfolgte 1980.
In der Nacht vom 21. auf den 22. März 2006 lief die Queen of the North mit 101 Personen an Bord durch einen Navigationsfehler im Wright Sound vor Gil Island auf Grund und sank. Bei dem Unglück kamen zwei Passagiere ums Leben.

## Geschichte

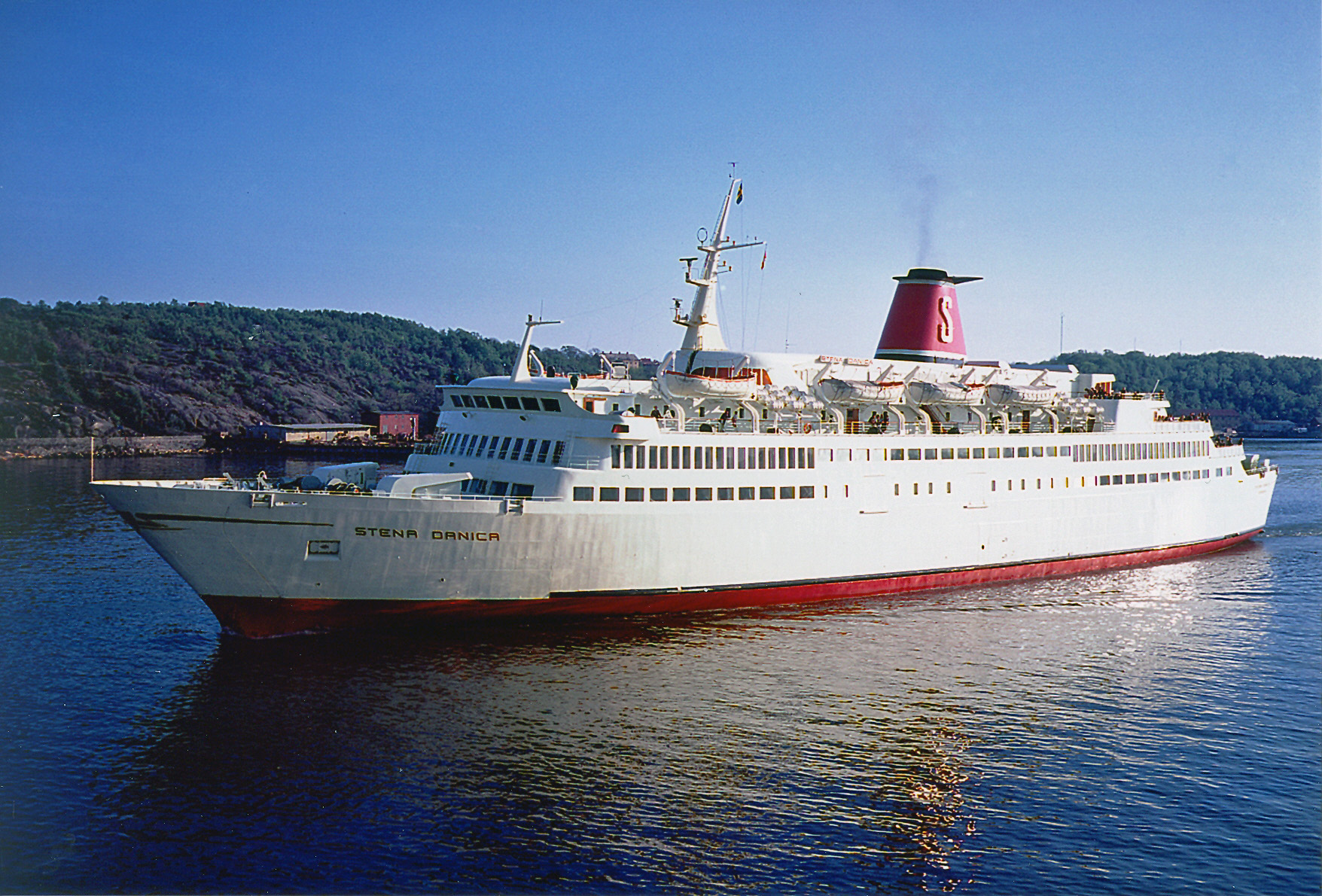
Als Stena Danica im Jahr 1969

### Stena Danica(1969–1974)
Die Stena Danica entstand unter der Baunummer 934 in der Werft von AG Weser in Bremerhaven und lief am 16. Februar 1969 vom Stapel. Nach der Übernahme durch die Stena Line am 28. Juni 1969 wurde das Schiff am 30. Juni von Inger Nilsson in ihrer Rolle als Pippi Langstrumpf offiziell getauft und am 1. Juli auf der Strecke von Göteborg nach Frederikshavn eingesetzt.

### Queen of Surrey(1974–1980)
Die Stena Danica verbrachte knappe fünf Jahre im Dienst der Stena Line, ehe sie im April 1974 als Queen of Surrey an die kanadische Reederei BC Ferries für den Einsatz in der Straße von Georgia verkauft wurde. Am 1. August 1974 nahm das Schiff den Dienst zwischen dem Horseshoe Bay Ferry Terminal in West Vancouver und Nanaimo auf.
Nachdem sich der Dienst zwischen Horseshoe Bay und Nanaimo für die Queen of Surrey als unwirtschaftlich erwiesen hatte, wurde sie bereits 1975 aufgelegt. Nach fünf Jahren ungenutzter Liegezeit erhielt das Schiff einen Umbau und verfügte unter anderem fortan über Kabinen für bis zu 208 Personen. Unter ihrem alten Namen kam die Fähre jedoch nicht wieder in Fahrt. Auf ihrer alten Strecke wurde im Mai 1981 ein Neubau in Dienst gestellt, der ebenfalls den Namen Queen of Surrey erhielt.

### Queen of the North(1980–2006)
Im Mai 1980 wurde die Queen of Surrey in Queen of the North umgetauft und fortan jährlich von Frühjahr bis Herbst in der Inside Passage zwischen Port Hardy und Prince Rupert eingesetzt. Bei Bedarf bediente das Schiff zudem die Route von Prince Rupert zur kleinen Haida-Gemeinde Skidegate auf Graham Island. Die Hauptroute der Queen of the North in der Inside Passage war während der Sommermonate vor allem bei Touristen beliebt.
2001 erhielt das Schiff eine Modernisierung in Vancouver.

## Untergang
In den späten Abendstunden des 21. März 2006 befand sich die Queen of the North auf einer weiteren Überfahrt vor Gil Island, etwa 135 Seemeilen vom Abfahrtsort Prince Rupert entfernt. Das mit 101 Personen an Bord kaum ausgelastete Schiff lief, wegen einer zuvor versäumten Kursänderung, auf Grund und sank mit dem Heck voran etwa eine Stunde nach der Kollision am frühen Morgen des folgenden Tages. Die exakte Uhrzeit des Untergangs ist umstritten und wird sowohl mit 00.25 Uhr als auch mit 00.43 Uhr Ortszeit angegeben.
99 Passagiere und Besatzungsmitglieder konnten unverletzt mit den Rettungsbooten sowie durch Hilfe von Schiffen, hauptsächlich aus Hartley Bay, und Hubschraubern der kanadischen Küstenwache in Sicherheit gebracht werden. Zwei Passagiere kamen bei dem Untergang ums Leben, ihre Leichen wurden nicht gefunden. Das Wrack der Queen of the North liegt auf Position 53° 20′ N, 129° 15′ W.
Als Ursache des Untergangs wurde ein durch menschliches Versagen erfolgter Navigationsfehler festgestellt. Mehrere Offiziere sowie die wachhabende Steuerfrau der Queen of the North wurden entlassen oder zu Haftstrafen verurteilt.

## In den Medien
Der Untergang wurde in der amerikanischen Doku-Serie In Seenot in der Folge „Die Queen of the North“ (Original: „Disasters at Sea“, „Queen Of The North“, Staffel 2, Folge 3) thematisiert.